# 采爾克諾
采爾克諾是斯洛文尼亞西部采爾克諾市鎮内的城镇及其行政中心。城镇面积为7.5平方公里，2020年人口数量为1,425人。该镇是當地的一個重要的文化中心。市區附近有滑雪場。